# Landkreis Deutsch Gabel

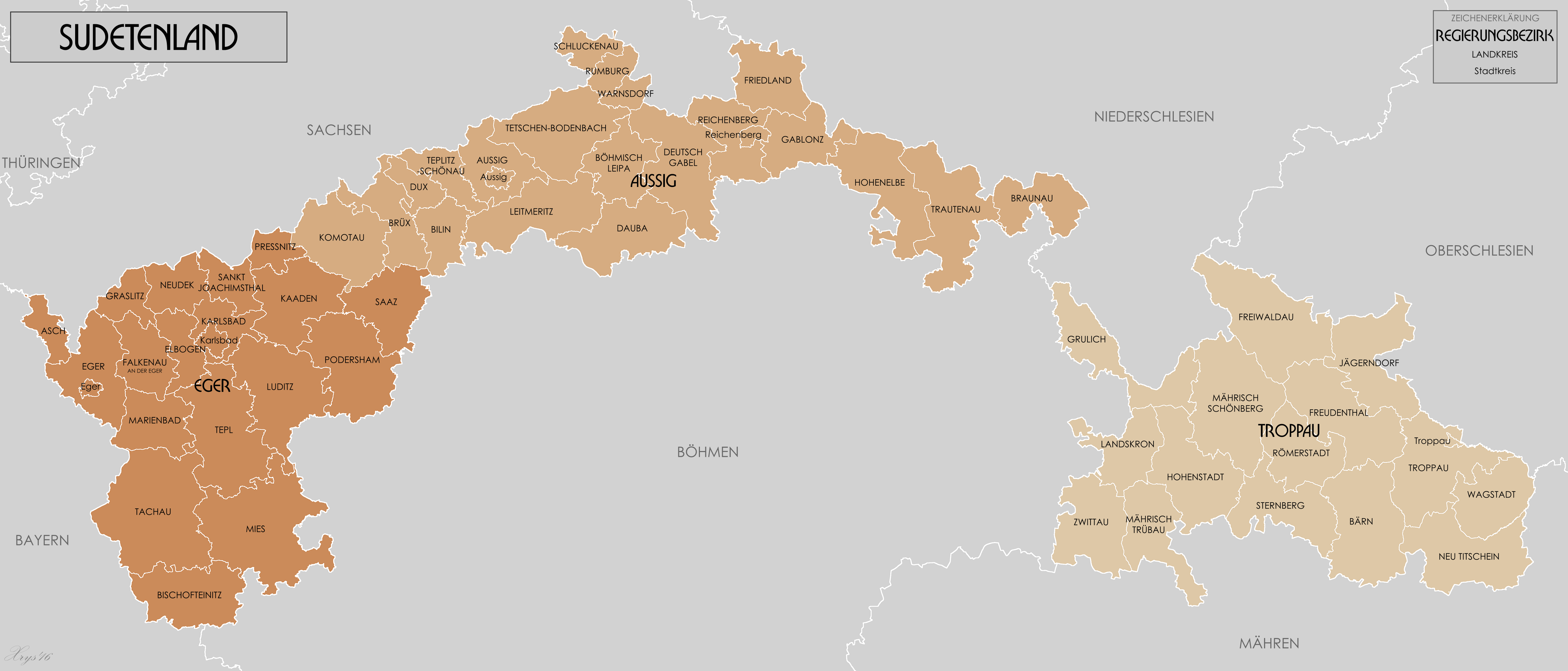
Verwaltungskarte des Reichsgaus Sudetenland

Der deutsche Landkreis Deutsch Gabel bestand in der Zeit zwischen 1938 und 1945. Er umfasste am 1. Januar 1945 fünf Städte:
- Deutsch Gabel
- Niemes
- Reichstadt
- Wartenberg
- Zwickau

und 59 weitere Gemeinden.
Das Gebiet des Landkreises Deutsch Gabel hatte am 1. Dezember 1930 49.050  Einwohner, am 17. Mai 1939 waren es 45.468 und am 22. Mai 1947 30.090 Bewohner.

## Verwaltungsgeschichte

### Tschechoslowakei / Deutsche Besatzung
Vor dem Münchner Abkommen vom 29. September 1938 gehörten die politischen Bezirke Něm. Jablonné und Mnichovo Hradiště zur Tschechoslowakei.
In der Zeit vom 1. bis 10. Oktober 1938 besetzten deutsche Truppen das Sudetenland. Die politischen Bezirke Něm. Jablonné und Mnichovo Hradiště (teilweise) trugen fortan die früheren deutsch-österreichischen Bezeichnungen Deutsch Gabel und Münchengrätz. Der politische Bezirk Deutsch Gabel umfasste die Gerichtsbezirke Deutsch Gabel und Zwickau. Der deutsch gewordene Teil des politischen Bezirkes Münchengrätz – ohne die gleichnamige Stadt – umfasste die zum Deutschen Reich gehörenden Gemeinden und Gemeindeteile der Gerichtsbezirke Münchengrätz und Weißwasser. Seit dem 20. November 1938 führten die politischen Bezirke Deutsch Gabel und Münchengrätz die Bezeichnung „Landkreis“. Sie unterstanden bis zu diesem Tage dem Oberbefehlshaber des Heeres, Generaloberst Walther von Brauchitsch, als Militärverwaltungschef.

### Deutsches Reich
Am 21. November 1938 wurde das Gebiet der Landkreise Deutsch Gabel und Münchengrätz (teilweise) förmlich in das Deutsche Reich eingegliedert und kam zum Verwaltungsbezirk der Sudetendeutschen Gebiete unter dem Reichskommissar Konrad Henlein.
Sitz der Kreisverwaltung wurde die Stadt Deutsch Gabel.
Ab dem 15. April 1939 galt das Gesetz über den Aufbau der Verwaltung im Reichsgau Sudetenland (Sudetengaugesetz). Danach kamen die Landkreise Deutsch Gabel und Münchengrätz (teilweise) zum Reichsgau Sudetenland und wurden dem neuen Regierungsbezirk Aussig zugeteilt.
Zum 1. Mai 1939 wurde eine Neugliederung der teilweise zerschnittenen Kreise im Sudetenland verfügt. Danach blieb der Landkreis Deutsch Gabel in seinen bisherigen Grenzen erhalten. Er erhielt Teile der Landkreise Böhmisch Leipa (Gerichtsbezirk Niemes) und die deutschen Teile des Bezirkes Münchengrätz. Zusätzlich wurden die folgenden Gemeinden umgegliedert:
- Spittelgrund aus dem Landkreis Deutsch Gabel in den Landkreis Reichenberg,
- Bösig, Neudorf, Nossadel, Weißwasser (Ortschaften Leimgruben und Wasatschka), Wiska und Zolldorf (Ortschaft Waldsteinruhe 2. Ant.) aus dem Landkreis Deutsch Gabel in den Landkreis Böhmisch Leipa.

Bei diesem Zustand blieb es bis zum Ende des Zweiten Weltkriegs.
Seit 1945 gehörte das Gebiet zunächst wieder zur Tschechoslowakei. Heute ist es ein Teil der Tschechischen Republik.

## Landräte
1938–1939: Horst Bökelmann (kommissarisch)
1939–1945: Josef Hofmann

## Kommunalverfassung
Bereits am Tag vor der förmlichen Eingliederung in das Deutsche Reich, nämlich am 20. November 1938, wurden alle Gemeinden der Deutschen Gemeindeordnung vom 30. Januar 1935 unterstellt, welche die Durchsetzung des Führerprinzips auf Gemeindeebene vorsah. Es galten fortan die im bisherigen Reichsgebiet üblichen Bezeichnungen, nämlich statt:
- Ortsgemeinde: Gemeinde,
- Marktgemeinde: Markt,
- Stadtgemeinde: Stadt,
- Politischer Bezirk: Landkreis.

## Ortsnamen
Es galten die bisherigen Ortsnamen weiter, und zwar in der deutsch-österreichischen Fassung von 1918.
1942 wurden die Gemeinden Böhmischdorf, Groß Walten (Ortsteil Neu Falkenburg) und Markersdorf in die Stadt Deutsch Gabel eingegliedert.